# Алексеевские Выселки
Алексеевские Выселки — деревня Баловнёвского сельсовета Данковского района Липецкой области.

## География
Западнее и южнее деревни находится Телепневский лес. На её территории имеется пруд.

## Население
| 2010 |
| ---- |
| 3    |